# Pays-Bas (pays constitutif)
Pour les articles homonymes, voir Pays-Bas (homonymie).
Ne doit pas être confondu avec la Hollande.
Cet article court présente un sujet plus développé dans : Pays-Bas.
Les Pays-Bas (en néerlandais : Nederland ; en ouest-frison : Nederlân ; en bas saxon : Nederlaand ; en papiamento : Hulanda ; en anglais : Netherlands) sont l'un des quatre pays constitutifs du royaume des Pays-Bas, un État souverain à qui il fournit l'essentiel de sa superficie et de sa population, de sorte qu'on le désigne lui-même le plus souvent sous le nom de Pays-Bas. La quasi-totalité du territoire du pays constitutif des Pays-Bas est située en Europe. 
La partie métropolitaine du pays constitutif des Pays-Bas est située plus précisément en Europe du Nord-Ouest et est nommée les Pays-Bas européens ou métropolitains, ou encore, par abus de langage, la Hollande. La nation dispose néanmoins de petits territoires situés dans l'outre-mer néerlandais, dans les Antilles, regroupés sous le nom de Pays-Bas caribéens : Bonaire, Saint-Eustache et Saba, communes à statut particulier, également appelées les îles BES, d'après l'initiale de chaque territoire. Ces exclaves sont voisines des trois autres pays constitutifs du royaume souverain (Aruba, Curaçao et Saint-Martin), disposant d'un gouvernement autonome et d'un ministre plénipotentiaire à La Haye, où siège le monarque et son gouvernement.
Le pays constitutif des Pays-Bas accueille la capitale et ville la plus peuplée du royaume : Amsterdam.

## Constitution
La Constitution néerlandaise décrit les droits civils et sociaux fondamentaux des citoyens néerlandais et définit les rôles et fonctions des institutions avec une autorité exécutive, législative et judiciaire.
La Constitution s'applique aux Pays-Bas, l'un des quatre pays constituants du royaume des Pays-Bas. Le Royaume dans son ensemble a sa propre loi, décrivant son système politique fédéré. Les Pays-Bas comprennent tout le territoire européen, ainsi que les îles des Caraïbes de Bonaire, Saint-Eustache et Saba.

## Relations étrangères
L’histoire de la politique étrangère néerlandaise a été définie par un engagement en faveur de la neutralité. Après la Seconde Guerre mondiale, les Pays-Bas ont rejoint de nombreuses organisations internationales, dont les Nations unies, l'OTAN et l'Union européenne.
La politique étrangère des Pays-Bas repose sur quatre principes fondamentaux : la coopération atlantique, l'intégration européenne, le développement international et le respect du droit international. L’un des problèmes mondiaux controversés liés aux Pays-Bas est leur position permissive à l’égard des drogues douces.
Les relations extérieures des Pays-Bas continuent d'être influencées par les liens historiques découlant de leur héritage colonial en Indonésie et au Suriname. Un nombre important de personnes issues de ces pays se sont installées de manière permanente aux Pays-Bas,.